# Суходол (рельеф)
Суходо́л — безводная (сухая) долина, лощина или балка без явно выраженного русла. Большую часть года суходолы остаются сухими, весной по ним идёт сток талых вод, а осенью — атмосферных осадков.
Суходолы могут образовываться на месте бывших долин малых рек при переполнении их наносами со склонов и водоразделов. Важную роль в уничтожении малых рек и превращении их в суходолы играет деятельность человека по уничтожению растительного покрова и осушению болот.
Карстовые суходолы возникают на территориях, где вблизи поверхности залегают легко растворимые горные породы. Дно карстовых суходолов покрыто карстовыми воронками и понорами, через которые просачиваются поверхностные и подземные воды.
Суходолы также образуются из-за уменьшения количества осадков, они характерны для степей и лесостепей. Иногда суходолами называют водоразделы, сухие участки на вершинах холмов и среди болот. В суходолах водоразделов отсутствуют грунтовые воды, поэтому вместо колодцев в такой местности используют копаные пруды.
В сельском хозяйстве суходолы используются как сенные покосы и пахотные земли.